# Cristoforo Unterperger

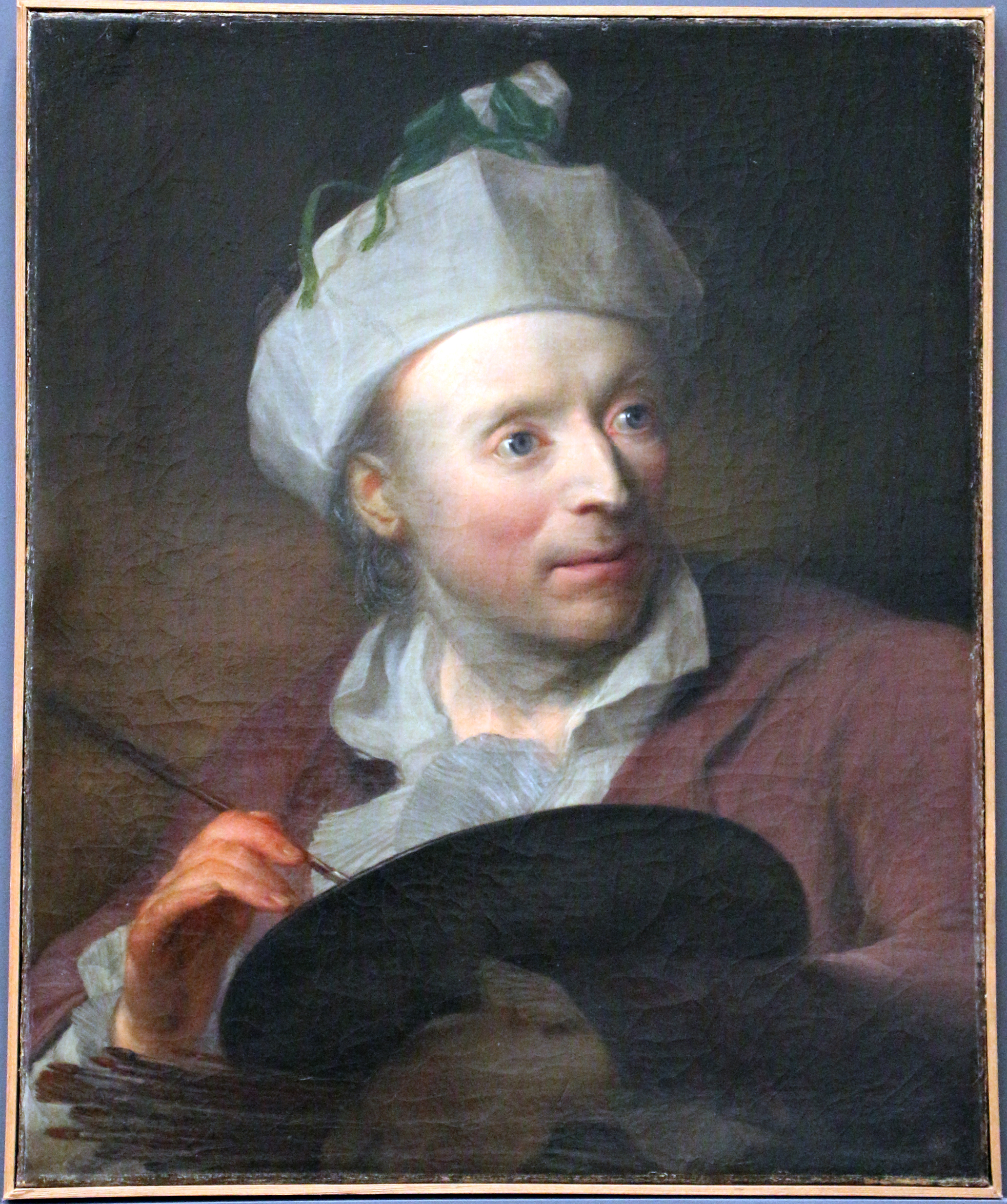
Anton von Maron, Ritratto di Cristoforo Unterberger, Accademia di San Luca

Cristoforo Unterperger (Cavalese, 27 maggio 1732 – Roma, 25 gennaio 1798) è stato un pittore austriaco nipote dei fratelli Franz Sebald e Michelangelo Unterperger.

## Biografia
Cristoforo Unterpergher nacque nel 1732 a Cavalese, figlio di Giuseppe Antonio e Maria Maddalena Riccabona e venne battezzato il 27 maggio.
Cristoforo apprese i primi rudimenti artistici sotto la guida dello zio Francesco Sebaldo (Cavalese 1706 - 1776), pittore che si era formato alla scuola di Giuseppe Alberti.
Tra il 1748 e il 1750 studiò a Chiusa dove eseguì per il Convento dei Padri Francescani una Crocefissione ed una Madonna dell'Aiuto.
Nel 1751 a diciannove anni si trasferì a Vienna dove visse nella casa dello zio Michelangelo e dove nel luglio 1752 venne ammesso all'Accademia di Arti Figurative.
Dopo un viaggio a Venezia e Verona, Unterperger, a seguito della morte dello zio Michelangelo avvenuta il 28 giugno 1758 e con il venir meno di contatti importanti e di commissioni, si stabilì a Roma nella speranza di fare fortuna
  e da dove continuò a tenere i rapporti con la sua terra: mandò infatti opere dipinto a Cavalese, Bressanone e Novacella): A Roma rimase fino alla morte.
Nel 1772 entrò a far parte dell'Accademia di San Luca come accademico di merito ed ebbe come mentore Anton Raphael Mengs a cui si legò professionalmente .Il Mengs richiese la sua collaborazione per decorare la volta della Sala dei Papiri in Vaticano.
L'anno seguente è nominato Provveditore dell'Accademia stessa.
In questi anni Unterperger studiò e disegnò motivi tratti dall'antico, ma anche da Raffaello e Annibale Carracci.
Nel 1775 sposò Ottavia della Valle, figlia dello scultore Filippo, sanzionando così il suo definitivo ingresso nell'entourage artistico romano.
Tra il 1796 e il 1797 a Cavalese progettò l'abside della chiesa parrocchiale e dipinse il bozzetto con l'Assunta per la pala dell'altare maggiore.
Molte furono le commissioni prestigiose che Unterperger ottenne, ritrovandosi ad essere uno degli artisti più à la page nell'era del nascente neoclassico: si segnalano qui alcune decorazioni d'interni come quelle di palazzo e Villa Borghese, delle più importanti residenze papali (Vaticano, Quirinale e Castel Gandolfo) e per diversi ambienti dei Musei Vaticani, dovute anche al fatto che papa Pio VI fosse un suo fervente ammiratore.
Nel 1778 Caterina II di Russia gli commissionò una serie di encausti con le copie delle tredici Logge di Raffaello in Vaticano, pensate per essere rimontate al palazzo dell'Ermitage. All'impresa collaborò anche Felice Giani.
Cristoforo Unterpergher morì a Roma il 25 gennaio 1798.

## Opere
- Crocifissione, 1748/1750, Cavalese, Convento dei Padri Francescani
- San Francesco d'Assisi, 1748/1750, San Candido, Convento dei Padri Francescani, refettorio
- Sant'Antonio da Padova, 1748/1750, San Candido, Convento dei Padri Francescani, refettorio
- Madonna dell'Aiuto, 1748/1750, già Cavalese, Convento dei Padri Francescani
- San Vigilio e San Giovanni Nepomuceno, gonfalone, 1751, Cavalese, Canonica
- Gesù Bambino dormiente, 1752/1754, Cavalese, Palazzo Magnifica Comunità
- Ecce Homo, 1754 ca., Bressanone, Convento dei Padri Francescani
- san Francesco stigmatizzato, 1756/1757, Cavalese, Palazzo Magnifica Comunità
- Santissima Trinità, 1756/1757, Trento, Museo Provinciale d'Arte, Castello del Buonconsiglio
- San Giorgio e il drago, 1756/1757, Predazzo, Chiesa dei Santi Filippo e Giacomo
- Madonna col Bambino e San Giovanni Nepomuceno, 1757, Vienna, Galleria del Belvedere
- Ritratto di Clemente XIII, 1759/1761, Cavalese, Convento dei Padri Francescani
- Madonna col Bambino, San Giovanni di Dio e Giacomo Apostolo, 1763, Faenza, Cappella dell'Ospedale degli Infermi
- Madonna col Bambino, San Francesco e San Leopoldo, margravio d'Austria, 1764, San Candido, Chiesa dei Padri Francescani
- Madonna col Bambino e San Giacomo Apostolo, 1765/1770, Faenza. Seminari Pio XII
- Trasfigurazione di Cristo sul monte Tabor, 1767, Bressanone, Duomo
- Martirio di San Pietro, 1769, Montefortino (AP), Pinacoteca Comunale
- Il beato Artmanno vescovo di Bressanone, 1769/1761, Novacella, Chiesa abbaziale
- Il beato Artmanno vescovo di Bressanone, 1769, Roma, Accademia di San Luca, biblioteca
- I Santi Agostino e Monica,  1769/1761, Novacella, Chiesa abbaziale
- Ritratto celebrativo del Preposto Leopoldo de Zanna, 1770/1771, Novacella, biblioteca
- Diana e Endimione, 1770 ca., Roma, Roma, Accademia di San Luca
- Traslazione della Santa Casa di Loreto con i Santi Matteo e Mattia, 1770 ca., Faenza, Chiesa San Michele
- Perseo e Andromeda, 1770/1775 ca., Roma, Roma, Accademia di San Luca
- Beata Vergine e San Pietro in Vincoli, 1770/1780 ca., Faenza, Chiesa del Suffragio
- Sacra famiglia, Trento, Museo Provinciale d'Arte, Castello del Buonconsiglio
- Decorazione della Sala dei Papiri, 1772/1775, Vaticano, Biblioteca Apostolica Vaticana
- Martirio di Sant'Agnese, 1773, Bressanone, Duomo
- Il trionfo di Clemente XIV, 1774,  Roma, Castel Gandolfo, Sala del Bigliardo
- La restituzione di Avignone, 1774,  Roma, Castel Gandolfo, Sala del Bigliardo
- La Pace di Portogallo, 1774,  Roma, Castel Gandolfo, Sala del Bigliardo
- Il battesimo dell'Infante di Spagna Carlo Clemente, 1774,  Roma, Castel Gandolfo, Sala del Bigliardo
- Addolorata, 1774/1780, Cles, Chiesa dei Padri Francescani
- Madonna col Bambino e sant'Agnese, 1775, Roma, Almo Collegio Capranica
- Allegoria della Scultura, 1776, Vaticano, Museo Pio-Clementino
- Predica di Sant'Antonio a Ezzelino da Romano, 1777, Faenza, Chiesa del Suffragio
- Sant'Ubaldo intercede per le orfanelle, 1777, Jesi, Istituto magistrale
- Sant'Ubaldo intercede per le orfanelle, 1777, Montefortino (AP), Pinacoteca Comunale
- Roma riceve la sua perpetuità dalla religione, 1777, Vaticano, Museo Pio-Clementino
- Divino amore, 1780 ca., Cavalese, Palazzo della Magnifica Comunità
- Fuga in Egitto, 1780 ca., Cles, Chiesa dei Padri Francescani
- Orazione nell'orto, 1780 ca., Montefortino (AP), Pinacoteca Comunale
- Flagellazione, 1780 ca., Montefortino (AP), Pinacoteca Comunale
- La comunione degli apostoli, 1782, Jesi, Duomo
- Autoritratto, 1784 ca., Innsbruck, Tiroler Landesmuseum Ferdinandeum
- Le Naiadi rubano a Ercole il corno di Acheloo, 1784/1786, Roma, Villa Borghese
- Ratto di Dejanira, 1784/1786, Roma, Villa Borghese
- Ercole uccide Lica, 1784/1786, Roma, Villa Borghese
- Ercole al rogo, 1784/1786, Roma, Villa Borghese
- Apoteosi di Ercole, 1784/1786, Roma, Villa Borghese
- Madonna col Bambino e San Giuliano, 1786, Macerata, Cattedrale, abside
- San Ponziano risparmiato dai leoni, 1787, Spoleto, Duomo
- Martirio di Sant'Andrea, 1788, Subiaco, Cattedrale di S. Andrea
- Assunzione di Maria, 1788, Montefortino (AP), Pinacoteca Comunale
- I Santi Filippo Neri e Ignazio di Lojola, 1788/1789, Montefortino (AP), Pinacoteca Comunale
- Fontana dei Cavalli Marini, 1790/1791, progetto per una nuova fontana, Roma, Villa Borghese
- Assunta con San Crescentino e il Beato Mainardo, 1790/1792, Urbino,  Museo Albani
- Assunta con San Crescentino e il Beato Mainardo, 1792/1794, Urbino, Duomo, altare maggiore
- Apollo consegna Esculapio al centauro Chirone 1793, Roma, Palazzo Altieri
- Assunzione di Maria al cospetto degli Apostoli, 1794, Soprabolzano, Chiesa Santa Maria Assunta, altare maggiore
- Sant'Osvaldo, 1795, Rovereto, Museo Civico
- Assunzione della Vergine, 1796/1797, Trento, Museo Diocesano, bozzetto per la pala della Pieve di Cavalese